# Amber Rayne
Amber Rayne, även känd under pseudonym-varianten Amber Rain, född som Meghan Wren den 19 september 1984 i Detroit i Michigan, död 2 april 2016 av en överdos i Sun Valley i Los Angeles, var en amerikansk porrskådespelare som 2009 fick två utmärkelser på AVN-galan. 

## Utmärkelser
- 2009 AVN Award – Unsung Starlet of the Year[5]
- 2009 XRCO Award – Unsung Siren[6]